# Ordzovianske dubiny
Ordzovianske dubiny este o arie protejată (arie specială de conservare — SAC, sit de importanță comunitară — SCI) din Slovacia întinsă pe o suprafață de 216,32 ha, integral pe uscat.

## Localizare
Centrul sitului Ordzovianske dubiny este situat la coordonatele 49°02′57″N 20°47′01″E / 49.049167°N 20.783611°E.

## Înființare
Situl Ordzovianske dubiny a fost declarat sit de importanță comunitară în aprilie 2004.

## Biodiversitate
Situată în ecoregiune necunoscută, aria protejată conține 5 habitate naturale: Fânețe de joasă altitudine (Alopecurus pratensis, Sanguisorba officinalis), Păduri de fag Asperulo-Fagetum, Păduri de stejar și carpen Galio-Carpinetum, Păduri aluvionare cu Alnus glutinosa și Fraxinus excelsior (Alno-Padion, Alnion incanae, Salicion albae), Păduri stepice euro-siberiene cu Quercus spp..
La baza desemnării sitului se află mai multe specii protejate:
- amfibieni (2): izvoraș-cu-burta-galbenă (Bombina variegata), Triturus montandoni
- mamifere (2): lupul (Canis lupus), liliacul mic cu potcoavă (Rhinolophus hipposideros)

Pe lângă speciile protejate, pe teritoriul sitului au mai fost identificate 4 specii de plante, 5 specii de amfibieni, 7 specii de mamifere, 4 specii de reptile.